# 新三條站
新三條站（日语：／ Shin Sanjō eki */?）是位於愛知縣中島郡起町（現時：一宮市三條），名古屋鐵道起線的電車站（廢站）。

## 歷史
- 1925年（大正14年）6月27日 - 在西三條站至尾張中島站之間開設此站[1][注 1]。
- 1944年（昭和19年） - 電車站暫停營業[2][3]。
- 1946年（昭和21年）8月15日 - 電車站重開[2][3]。
- 1948年（昭和23年）5月16日 - 蘇東線改名為起線。
- 1953年（昭和28年）6月1日 - 隨著客量增加，使電車暫停營業。使用巴士代行[2][3][4]。
- 1954年（昭和29年）6月1日 - 起線正式廢除，此站也被廢除[3][4]。

## 現時
車站遺址是位於名鐵巴士中通巴士站附近。

## 相鄰電車站
名古屋鐵道
起線
西三條－新三條－尾張中島

## 注腳